# (37866) 1998 FU15
1998 FU15 (asteroide 37866) é um asteroide da cintura principal. Possui uma excentricidade de 0.10048710 e uma inclinação de 2.08763º.
Este asteroide foi descoberto no dia 28 de março de 1998 por ODAS em Caussols.